# Roberto Torres
Roberto Torres, född 6 april 1972, är en paraguayansk tidigare fotbollsspelare.
Roberto Torres spelade 1 landskamp för det paraguayanska landslaget.